# Municipio de King (Illinois)
El municipio de King (en inglés: King Township) es un municipio ubicado en el condado de Christian en el estado estadounidense de Illinois. En el año 2010 tenía una población de 244 habitantes y una densidad poblacional de 2,57 personas por km².

## Geografía
Según la Oficina del Censo de los Estados Unidos, el municipio tiene una superficie total de 94.94 km², de la cual 94,94 km² corresponden a tierra firme y (0 %) 0 km² es agua.

## Demografía
Según el censo de 2010, había 244 personas residiendo en el municipio de King. La densidad de población era de 2,57 hab./km². De los 244 habitantes, el municipio de King estaba compuesto por el 97,95 % blancos, el 0,41 % eran amerindios, el 0,82 % eran asiáticos, el 0,41 % eran isleños del Pacífico y el 0,41 % eran de una mezcla de razas. Del total de la población el 1,64 % eran hispanos o latinos de cualquier raza.